# 58595 Joepollock
58595 Joepollock è un asteroide della fascia principale. Scoperto nel 1997, presenta un'orbita caratterizzata da un semiasse maggiore pari a 2,2522353 UA e da un'eccentricità di 0,1852602, inclinata di 6,38701° rispetto all'eclittica.